# Пліт (роман)
«Пліт» (англ. Raft) — роман «жорсткої» наукової фантастики британського письменника Стівена Бекстера, надрукований 1991 року. Дебютний роман автора, а також перша книга в серії «Послідовність Ксілі». «Пліт» був номінований на премію Артура Кларка в 1992 році.

## Контекст
Роман — розширена версія однойменного оповідання 1989 року. Сюжет розповідає про групу людей, які випадково потрапили в альтернативний Всесвіт, де гравітаційна сила у «мільярд» разів сильніша, ніж у нашому. Планет там не існує, тому що вони одразу зруйнувалися б під власною масою; зірки мають лише милю в поперечнику та надзвичайно короткий термін існування, перетворюючись на охолоджені ядра завширшки сто ярдів із поверхневою гравітацією 5 g. Людські тіла мають «солідне» поле тяжіння самі по собі. Існує також «гравітаційна хімія», де гравітація є домінуючою силою в атомному масштабі.

## Сюжет
Декілька тисяч людей проживають у туманності відносно придатного для дихання повітря навколо чорної діри. Вони розділені на громади, що належать до сильно розшарованого суспільства. Еліта живе на «Плоту» (рештках зорельота, які містять майже всі високі технології), де виробляється їжа. Робітники/шахтарі живуть у різних світах «Пояса» (де вони видобувають копалини зі згорілих ядер зірок), постачаючи сировину. «Кістки», кочова група «незгадуваних», живуть на планеті, створеній із трупів. Народившись у певній касті, людина не може перейти до іншої (винятки відомі, але вкрай рідкісні).
Прямих подробиць про те, як люди прийшли у цей Всесвіт, немає, але натяки в романі вказують на те, що корабель «Пліт» пройшов через розрив у нашому Всесвіті в цю альтернативну реальність. Оригінальне оповідання, також написане Стівеном Бакстером, дає більше уявлень про те, як прибули люди: «п'ятсот років тому великий крейсер, переслідуючи якогось забутого супротивника, пройшов крізь портал. Шлюз. Він покинув власний Всесвіт і прибув сюди». У фіналі роману «Кільце» можна побачити проблиск Всесвіту з високою гравітацією, а це означає, що люди з «Плоту» прибули з основного Всесвіту «Послідовності Ксілі», хоча неясно, коли саме, і чи був це зореліт «Великий Північний».
Головний герой — неповнолітній шахтар-сирота Різ. Після вибуху на шахті він таємно вирушає в подорож до «Плоту» на місцевій формі життя — летючому кільцевому дереві. Різ наділений хорошим інтелектом і намагається досліджувати світ науковим шляхом, хоча не отримував для цього освіти. Його мета — з'ясувати чому туманність червоніє, а умови життя в ній стають усе скрутнішими. На Дереві під керуванням Палліса (якому допомагає Говер) Різа викривають, але вирішують лишити його, доручивши керувати димовими завісами, що скеровують дерево.
Коли Різ досягає «Плоту», Палліс знайомить його зі старим ученим Голлербахом. Різ стає прибиральником у Голлербаха, в його житлі дізнається про Землю та Сонячну систему. Вчений пояснює, що туманність приречена: з часом зорі в ній згорять, дерева загинуть і повітря стане непридатне для дихання. Різ знайомиться з ученицею Голлербаха, Джаєн, і стає свідком вибуху, влаштованого бунтарями. Говер пропонує хлопцеві приєднатися до бунтарів і вибороти для всіх у туманності рівний достаток.
На «Плоту» спалахує революція, проте зазнає поразки. В результаті Різ разом з групою вчених опиняється в засланні в Поясі. Він знову працює в шахті, але тепер поставки провізії з «Плоту» відбуваються рідше. Один із лідерів революції, Декер, та інші вчені будують космічний корабель, який випробовують разом із Різом. Вони летять на планету «Кісток», які живуть з полювання на космічних «китів». Під час чергового полювання Різу вдається вхопитися за «кита» й покинути планету. Він подорожує, сховавшись в нутрощах тварини, та припускає, що «кити» мігрують між туманностями.
Бунтарі будують більше кораблів і здійснюють атаку на «Пліт». Бій виявляється нерівний, бунтарі опиняються в пастці, проте захисники «Плоту» відволікаються на появу «кита». Палліс, Джаєн та інші рятуються на летючому дереві. Вчені з'ясовують, що гравітацію чорної діри в центрі туманності можна використати для розгону, як це роблять «кити». Вони вирішують, що «Пліт» потрібно запустити в напрямку до іншої туманності.
«Пліт» виявляється надто великий, тому в політ можна відправити лише його рубку. Проте в такому разі врятувати вдасться лише деяких людей. На «Плоту» спалахує різанина, групі вчених і їхніх союзників вдається відділити рубку та полетіти в ній до ядра туманності. У туманності залишаються, поміж інших, пілот дерева Палліс з шахтарем Шином, і один із лідерів революції, Декер. У політ до нового дому вирушають Різ, один з «Кісток» Квід, Голлербах і ще група мандрівників. Голлербах помирає під час подорожі. Біля чорної діри герої спостерігають планети, на яких бурхливо минають цілі геологічні епохи, та мріють про можливе повернення в майбутньому на Землю. Коли мандрівники досягають нової туманності, вони зустрічають там розумне дерево, розуміючи, що їхні пригоди тільки починаються.